# Cristian Arango
Cristian Daniel „Chicho” Arango Duque (ur. 9 marca 1995 w Medellín) – kolumbijski piłkarz występujący na pozycji napastnika, reprezentant Kolumbii, od 2023 roku zawodnik amerykańskiego Realu Salt Lake.